# Jon Aberasturi
Jon Aberasturi Izaga, né le 28 mars 1989 à Vitoria-Gasteiz, est un coureur cycliste espagnol.

## Biographie
Jon Aberasturi naît le 28 mars 1989 à Vitoria-Gasteiz en Espagne.
Membre de Naturgas Energía de 2008 à 2009, il devient professionnel en entrant en 2010 dans l'équipe Orbea Continental. Il passe en 2013 dans l'équipe World Tour Euskaltel Euskadi, mais celle-ci disparaissant à la fin de la saison, il retourne en 2014 dans l'équipe Orbea Continental qui se nomme alors Euskadi. En 2015, il signe chez les amateurs de Dym Jess Tlaxcala, puis en 2016 au sein de l'équipe continentale japonaise Ukyo. Il reste deux ans à courir sur le circuit asiatique et remporte dix victoires.
En 2018, grâce à ses résultats, il rejoint l'équipe continentale professionnelle Euskadi Basque Country-Murias avec un rôle de sprinteur. En mai, il gagne la 1re étape du Tour d'Aragon. En août, il participe au Tour d'Espagne, son premier grand tour et obtient plusieurs top 10 dans les sprints.
En 2019, il rejoint pour deux ans l'équipe Caja Rural-Seguros RGA.

## Palmarès

### Par année
- 2006[1]
  - 2e du championnat d'Espagne sur route juniors
- 2007
  - 2e du Premio Primavera juniors
  - 3e de la Gipuzkoa Klasika
- 2008
  - Oñati Saria
- 2009
  - Gran Premio San Bartolomé
  - 2e du Dorletako Ama Saria
  - 2e du San Roman Saria
  - 2e de l'Oñati Saria
- 2011
  - 1re étape du Grand Prix du Portugal
  - 3e du Grand Prix du Portugal
- 2014
  - 1re étape du Tour de Gironde (contre-la-montre par équipes)
- 2016
  - 1re étape du Tour de Corée
  - Prologue du Tour de Hokkaido
  - 2e du Japan Cup Criterium
  - 3e de l'UAE Cup
- 2017
  - 3e étape du Tour de Thaïlande
  - 4e étape du Tour du Japon
  - 1re et 4e étapes du Tour de Corée
  - 1re et 5e étapes du Tour du lac Qinghai
  - 1re étape du Tour de Hainan
- 2018
  - 1re étape du Tour d'Aragon
  - 3e du Circuit de Getxo
- 2019
  - 2e étape des Boucles de la Mayenne
  - Circuit de Getxo
  - 2e étape du Tour de Burgos
- 2020
  - 1re étape du Tour de Hongrie
  - 3edu Trofeo Ses Salines-Campos-Porreres-Felanitx
- 2021
  - 3e étape du Tour de Slovénie
  - 2e de Cholet-Pays de la Loire
- 2022
  - 9e du championnat d'Europe sur route

### Résultats sur les grands tours

#### Tour d'Espagne
5 participations
- 2018 : 146e
- 2019 : 140e
- 2020 : 117e
- 2021 : 132e
- 2024 : abandon (6e étape)

### Classements mondiaux
| Année                                 | 2010  | 2011 | 2012 | 2013 | 2014 | 2015 | 2016 | 2017 | 2018 | 2019 | 2020 | 2021 | 2022 | 2023 | 2024 |
| ------------------------------------- | ----- | ---- | ---- | ---- | ---- | ---- | ---- | ---- | ---- | ---- | ---- | ---- | ---- | ---- | ---- |
| Classement mondial                    |       |      |      |      |      |      | 878e | 298e | 311e | 364e | 202e | 212e | 502e | 721e | 290e |
| UCI Europe Tour                       | 1178e | 376e | 463e |      | 383e | nc   | nc   | nc   | 198e | 295e | 168e | 183e | 399e | nc   | nc   |
| UCI Asia Tour                         | nc    | nc   | nc   |      | 102e | nc   | 126e | 13e  | 230e |      |      |      |      |      |      |
| UCI America Tour                      | nc    | nc   | nc   |      | nc   | 377e | nc   | nc   | nc   |      |      |      |      |      |      |
|                                       |       |      |      |      |      |      |      |      |      |      |      |      |      |      |      |
| Légende : nc = non classéSource : UCI |       |      |      |      |      |      |      |      |      |      |      |      |      |      |      |